# Mosquée Sidi Soufi
La mosquée Sidi Soufi est une des mosquées historiques de Béjaïa, en Algérie.

## Histoire
La fondation de la mosquée remonterait au XVIe siècle, sous la période du sultanat hafside. Elle tiendrait son nom d'un marchand de laine (en arabe : souf) qui a établi un grand marché dans la ville. 